# Ted Harris
Pour les articles homonymes, voir Ted Harris (chanteur).
Edward Alexander Harris (né le 18 juillet 1936 à Winnipeg, Manitoba au Canada) est un joueur de hockey sur glace de la Ligue nationale de hockey.

## Biographie

### Carrière de joueur
Après avoir évolué dans la Ligue américaine de hockey, Harris va rejoindre les rangs de la LNH en 1963 avec les Canadiens de Montréal de 1963 à 1970.

Il s'engage en 1970 avec les North Stars du Minnesota pour y jouer jusqu'en 1973.

Il arrive ensuite aux Red Wings de Détroit qu'il quittera en cours d'année pour les Blues de Saint-Louis avant de s'engager l'année suivante pour les Flyers de Philadelphie où il terminera sa carrière en 1975.
Il marquera 198 points (30 buts et 168 passes) en 788 matchs de LNH.

### Carrière d'entraîneur
Il a été également entraîneur de la LNH de 1976 à 1978 aux North Stars du Minnesota.

## Transactions en carrière
- Le 4 novembre 1958, prêté aux Cougars de Victoria par les Indians de Springfield.
- Le 10 septembre 1963, échangé aux Canadiens de Montréal par les Falcons de Springfield avec Terry Gray, Wayne Larkin, John Chasczewski et Bruce Cline en retour de Brian Smith, Wayne Boddy, Fred Hilts, Lorne O'Donnell, John Rodger et Gary Bergman.
- Le 9 juin 1970, réclamé par les North Stars du Minnesota des Canadiens de Montréal au repêchage intra-ligue.
- Le 7 novembre 1973, échangé aux Red Wings de Détroit par les North Stars du Minnesota en retour de Gary Bergman.
- Le 14 février 1974, échangé aux Blues de Saint-Louis avec Bill Collins et Garnet Bailey en retour de Jean Hamel, Bryan Watson et Chris Evans.
- Le 16 septembre 1974, droits vendus aux Flyers de Philadelphie par les Blues de Saint-Louis.

## Trophées
- Coupe Calder en 1959-60, 1960-61, 1961-62, 1963-64.
- Première équipe d'étoiles en 1963-64.
- Trophée Eddie-Shore en 1963-64.
- Match des étoiles en 1965-66, 1966-67, 1968-69, 1970-71, 1971-72.
- Coupe Stanley en 1964-65, 1965-66, 1967-68, 1968-69, 1974-75.
- Deuxième équipe d'étoiles en 1968-69.